# Epictia teaguei
Espèce
Synonymes
- Leptotyphlops teaguei Orejas-Miranda, 1964

Epictia teaguei est une espèce de serpents de la famille des Leptotyphlopidae.

## Répartition
Cette espèce est endémique de la région de Cajamarca au Pérou.

## Publication originale
- Orejas-Miranda, 1964 : Dos nuevos Leptotyphlopidae de Sur America. Comunicaciones Zoologicas del Museo de Historia natural de Montevideo, vol. 8, n. 103, p. 1-7.